# Nigüelas (kommunhuvudort)
Nigüelas är en kommunhuvudort i Spanien.   Den ligger i provinsen Provincia de Granada och regionen Andalusien, i den södra delen av landet, 400 km söder om huvudstaden Madrid. Nigüelas ligger 930 meter över havet och antalet invånare är 924.
Terrängen runt Nigüelas är kuperad västerut, men österut är den bergig. Runt Nigüelas är det ganska glesbefolkat, med 21 invånare per kvadratkilometer. Närmaste större samhälle är Armilla, 20,0 km norr om Nigüelas. Trakten runt Nigüelas består till största delen av jordbruksmark.